# Petrolia (Texas)
Petrolia è un centro abitato degli Stati Uniti d'America, situato nella contea di Clay dello Stato del Texas. Fa parte dell'area metropolitana di Wichita Falls.

## Geografia fisica
Petrolia è situata a 34°00′47″N 98°13′54″W (34.013107, -98.231655).
Secondo lo United States Census Bureau, ha un'area totale di 0,7 miglia quadrate (1,8 km²).

## Società

### Evoluzione demografica
Secondo il censimento del 2000, c'erano 782 persone, 305 nuclei familiari, e 215 famiglie residenti nella città. La densità di popolazione era di 1.051,1 persone per miglio quadrato (408,0/km²). C'erano 338 unità abitative a una densità media di 454,3 per miglio quadrato (176,4/km²). La composizione etnica della città era formata dal 94,88% di bianchi, lo 0,77% di afroamericani, l'1,41% di nativi americani, l'1,15% di altre razze, e l'1,79% di due o più etnie. Ispanici o latinos di qualunque razza erano il 3,96% della popolazione.
C'erano 305 nuclei familiari di cui il 32,1% avevano figli di età inferiore ai 18 anni, il 53,8% erano coppie sposate conviventi, il 13,1% aveva un capofamiglia femmina senza marito, e il 29,2% erano non-famiglie. Il 26,6% di tutti i nuclei familiari erano individuali e il 13,8% aveva componenti con un'età di 65 anni o più che vivevano da soli. Il numero di componenti medio di un nucleo familiare era di 2,56 e quello di una famiglia era di 3,07.
La popolazione era composta dal 26,9% di persone sotto i 18 anni, il 9,5% di persone dai 18 ai 24 anni, il 26,9% di persone dai 25 ai 44 anni, il 22,1% di persone dai 45 ai 64 anni, e il 14,7% di persone di 65 anni o più. L'età media era di 36 anni. Per ogni 100 femmine c'erano 77,7 maschi. Per ogni 100 femmine dai 18 anni in giù, c'erano 78,2 maschi.
Il reddito medio di un nucleo familiare era di 27.386 dollari, e quello di una famiglia era di 31.250 dollari. I maschi avevano un reddito medio pro capite di 26.136 dollari contro i 16.731 dollari delle femmine. Il reddito medio pro capite era di 12.825 dollari. Circa il 16,6% delle famiglie e il 17,6% della popolazione erano sotto la soglia di povertà, incluso il 20,2% di persone sotto i 18 anni e il 20,5% di persone di 65 anni o più.